# 카보데오르노스
카보데오르노스(Cabo de Hornos)는 칠레 마가야네스 이 안타르티카칠레나 주 안타르티카칠레나 현의 코무나이다. 카보데오르노스라는 이름은 혼곶의 스페인어 이름이다. 푸에르토윌리암스에 소재한 지자체가 카보데오르노스와 칠레령 남극 지역을 모두 관할한다.